# Roman Rausch

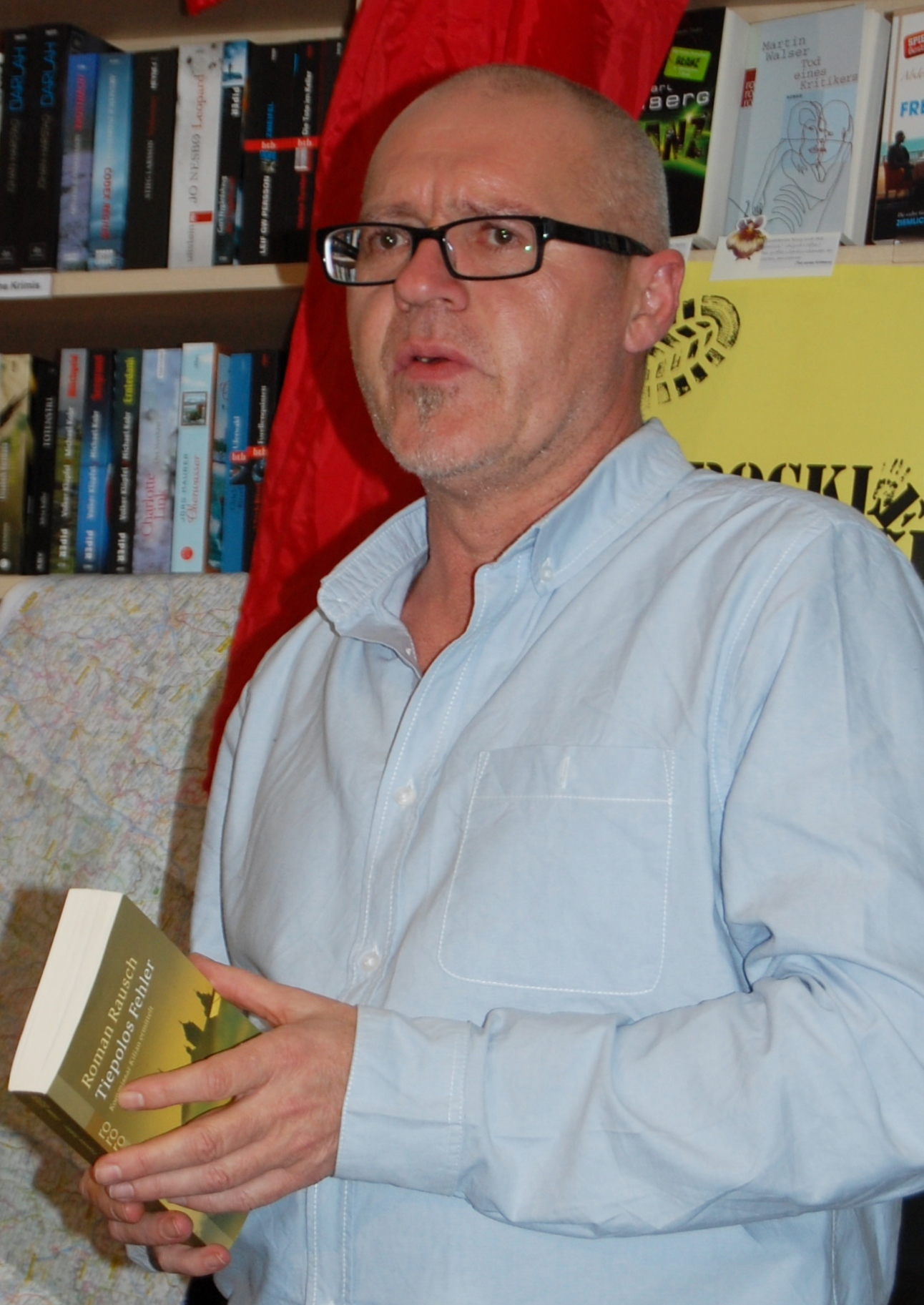
Roman Rausch, 2012

Roman Rausch (* 1961 in Gerolzhofen) ist ein deutscher Schriftsteller  von Kriminalromanen, Thrillern, historischen Romanen und Theaterstücken.

## Leben
Rausch wurde im unterfränkischen Gerolzhofen geboren und wuchs in Wiesentheid-Reupelsdorf auf. Er studierte Betriebswirtschaft mit den Schwerpunkten Marketing und Medienwirtschaft und arbeitete lange Jahre im Medienbereich und als Journalist. Für die sogenannte Kilian-Trilogie erhielt er 2002 auf der Leipziger Buchmesse den Books-on-Demand-Autoren-Award. Seit 2003 erscheinen seine Bücher u. a. im Rowohlt Verlag. Nach vielen Jahren in Würzburg, der Heimat seiner Krimi-Figuren Kilian und Heinlein, lebt Rausch heute in Berlin.

## Kommissar-Kilian-Reihe
Die  sieben Kriminalromane um die beiden fränkischen Kriminalbeamten Kilian und Heinlein spielen vorzugsweise in Würzburg. Sie spiegeln Lebensart, Geschichte und Gegenwart der Bevölkerung in der mainfränkischen Stadt wider. Die Reihe war die erste von mehreren Regionalkrimireihen, die im Raum Würzburg spielen.
Nach zehn Jahren Pause griff Rausch die Kilian-Reihe im November 2020 wieder auf. In Gallo rosso. Kilian & Heinlein sind zurück geht er rechten Netzwerken in deutschen Sicherheitsbehörden und einer paneuropäischen Mafia nach.

## Balthasar-Levy-Reihe
Im 2006 erschienenen Thriller Und ewig seid ihr mein stellte Rausch den unter Alkoholproblemen leidenden Profiler Balthasar Levy als neuen Charakter in den Mittelpunkt. Ort der Handlung ist Hamburg. Ende November 2006 erschien der zweite Roman Code Freebird. Politischer als zuvor und indirekt stellungnehmend gegen den Irak-Krieg behandelt Rausch möglichen Bombenterror in Deutschland. Orte der Handlung sind u. a. amerikanische Militärstützpunkte wie die Ramstein Air Base und der Truppenübungsplatz Grafenwöhr. Code Freebird behandelt Themen wie Embedded Journalists, Posttraumatische Belastungsstörungen und den Einsatz von Brandbomben gegen Zivilisten. Im Dezember 2007 erschien der dritte Teil Weiß wie der Tod, der die Opferproblematik bei Gewaltdelikten in den Mittelpunkt stellt.

## Historische Romane

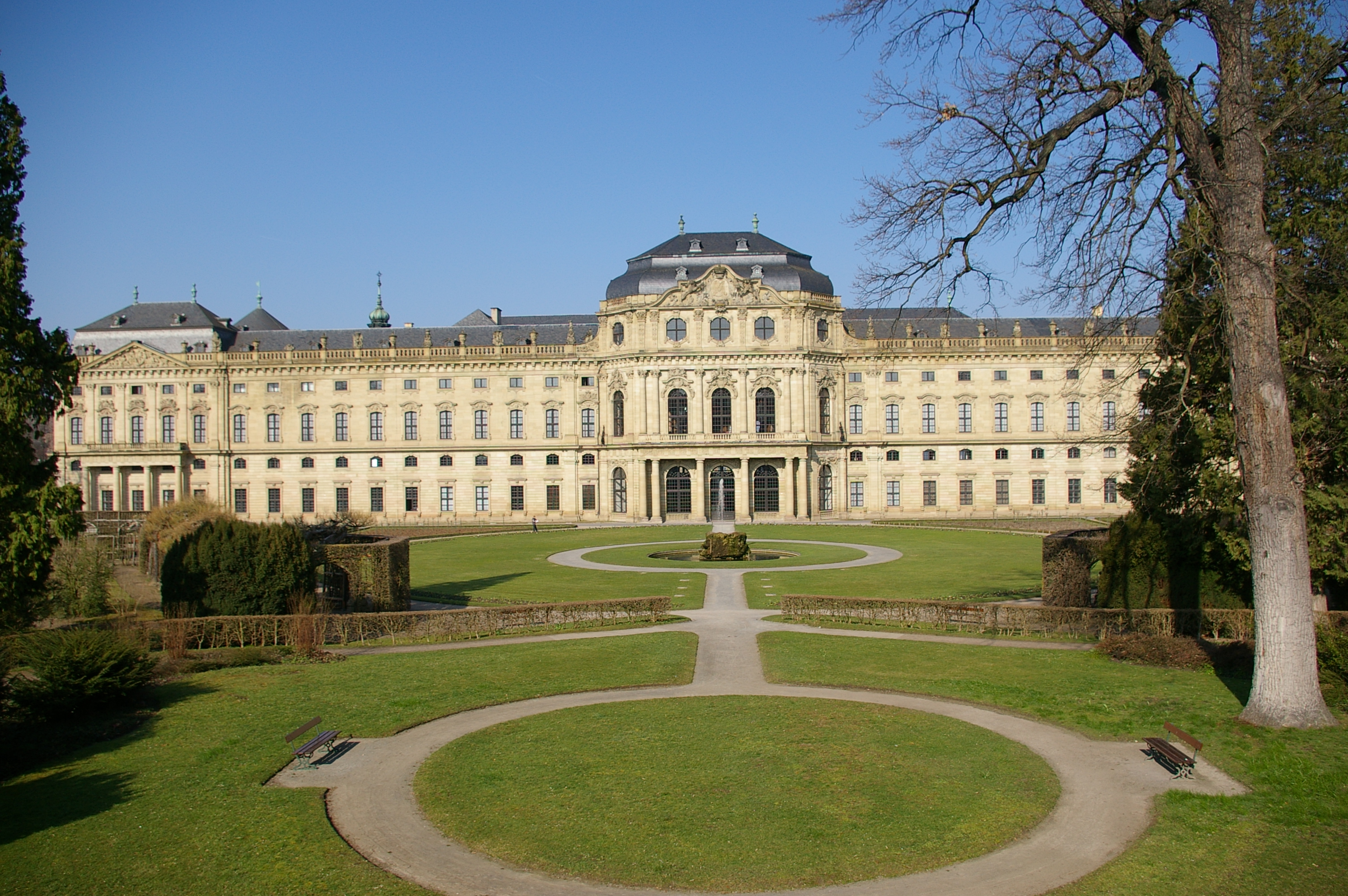
Blick auf die Residenz vom Hofgarten

Im Dezember 2009 veröffentlichte Rausch seinen ersten in seiner Heimatstadt angesiedelten historischen Roman Das Caffeehaus. Hier verknüpft er die Biografie des Baumeisters Balthasar Neumann (1687–1753) und die Baugeschichte der Würzburger Residenz mit der fiktiven Lebensgeschichte des ehemaligen Haremsmädchens Sabiha, die ihren Lebenstraum eines Kaffeehauses in Würzburg verwirklicht (Das erste reale Kaffeehaus Würzburg wurde im März 1697 genehmigt) Dabei sind ihm nun die historischen Tatsachen für die Handlung des Romans wesentlich wichtiger als in seinem Erstling Tiepolos Fehler, wo das von Neumann entworfene und von Giovanni Battista Tiepolo ausgemalte Treppenhaus der Residenz ebenfalls eine gewisse Rolle spielte.
Im Dezember 2011 folgte der Roman Die Kinderhexe, der beim  lovelybooks.de-Leserpreis „Die besten Bücher 2012“ in der Kategorie „Historischer Roman“ unter die Top Ten im deutschsprachigen Raum gewählt wurde. Der Roman behandelt das Phänomen, dass im Rahmen von Hexenprozessen der Neuzeit auch Minderjährige als Hexen beschuldigt, verurteilt und getötet wurden, beginnend mit dem sogenannten siebenden Brandt von sieben Personen, ein fremd Mägdlein von zwölf Jahren.

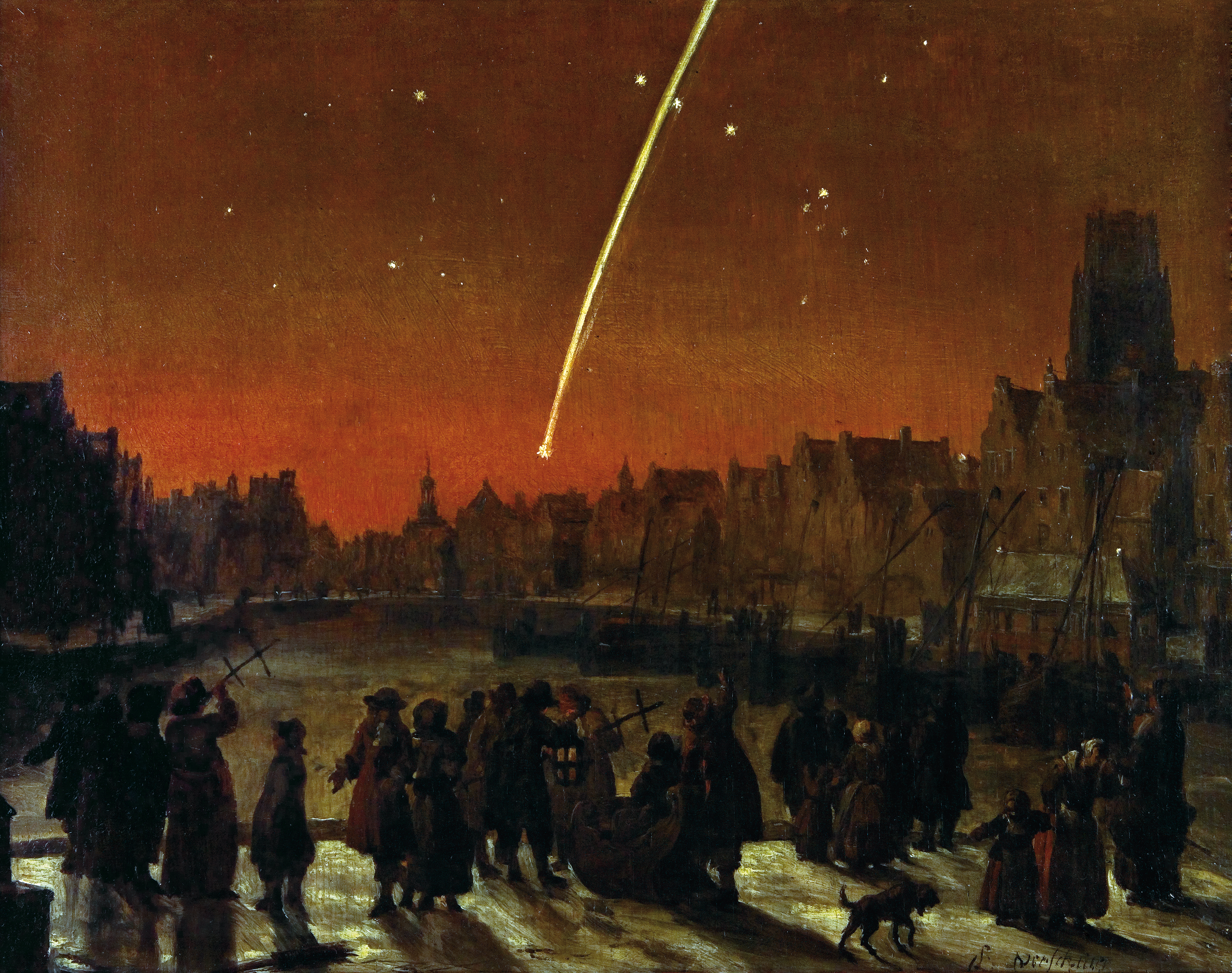
Der Komet von 1680, der auch Würzburg streifte

Im Folgeroman Die Kinder des Teufels (Dezember 2012) führte er die Verfolgung von Kindern in den Hexenprozessen fort und griff eine Kometen-Erscheinung von 1680 auf. Die daraus entstehende Panik im Volk führt zu einer verzweifelten Suche nach einem neugeborenen Kind, das der Offenbarung des Johannes zufolge der Teufel sein soll, der in jener Nacht auf die Welt kommt, um die Apokalypse einzuleiten.
Für den im Mai 2014 erschienenen Roman Die letzte Jüdin von Würzburg erhielt Rausch anlässlich der Leipziger Buchmesse in der Kategorie Historischer Spannungsroman den Bronzenen Homer 2015. Der Roman beschreibt den Hergang des Pogroms an den Würzburger Juden von 1349 und die vermutete Verwicklung von Michael de Leone darin, der u. a. als Auftraggeber der Würzburger Liederhandschrift in die germanistische Mediävistik eingegangen ist. Vom Bayerischen Rundfunk wurde er 2014 als Literaturtip ausgestrahlt.

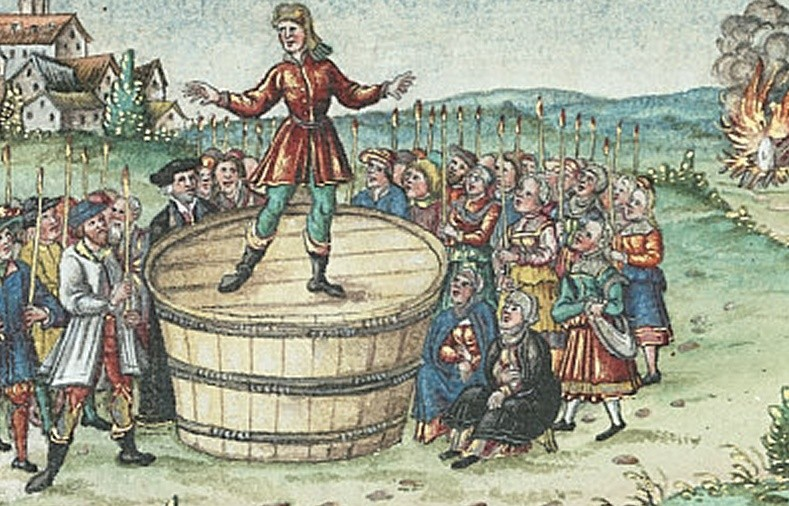
Hans Böhm als Prediger

Im März 2016 erschien Der falsche Prophet, eine Neuinterpretation der Überlieferung vom Pfeifer von Niklashausen, bürgerlicher Name: Hans Böhm, des – so Friedrich Engels – ersten deutschen Sozialrevolutionärs.

## Theaterstücke
- Das als der Frauenaufstand von Gerolzhofen bekannte Ereignis vom 6. April 1945 im unterfränkischen Gerolzhofen wurde mithilfe jüngster Forschungsarbeiten zur Grundlage von Rauschs erstem Theaterstück Fräulein Schmitt und der Aufstand der Frauen. Die Inszenierung übernahm Silvia Kirchhof mit dem Kleinen Stadttheater Gerolzhofen. Die Uraufführung fand am 3. September 2015 auf dem historischen Marktplatz in Gerolzhofen statt.[12]
- „Du musst dran glauben“. Luther, Echter und Gerolzhofen., Wandeltheater (2017)[13]
- „Herr, öffne meine Lippen“. Hexenwahn in Kloster Unterzell, Uraufführung im Juli 2019 in Zell am Main. Drama um Anklage und Hinrichtung der Maria Renata Singer von Mossau.[14]

- In Zusammenarbeit mit der fränkischen Theater-Autorin Anna Cron adaptierte Rausch seinen Kurzkrimi Meet the Monster für die Bühne als Zwei-Personen-Stück.

## Sachbücher
- 2019 erschien mit Die Hexenriecher Roman Rauschs erstes Sachbuch, das den Fall der 1749 als Hexe verurteilten Maria Renata Singer aufgreift.

## Preise & Auszeichnungen
- 2002 BoD-Autoren Award
- 2011 Fränkischer Weintourismuspreis
- 2015 Bronzener Homer in der Kategorie Spannung & Abenteuer für Die letzte Jüdin von Würzburg

## Publikationen

### Kilian & Heinlein
- Tiepolos Fehler. Libri Books on Demand, Norderstedt 1999, ISBN 3-89811-065-6 (2003 im Rowohlt Verlag neu veröffentlicht).
- Wolfsbrut. Libri Books on Demand, Norderstedt 2000, ISBN 3-8311-0453-0 (2004 im Rowohlt Verlag neu veröffentlicht).
- Kilian – In Sachen Mord. Libri Books on Demand, Norderstedt 2001, ISBN 3-8311-2888-X (2004 unter dem Titel Die Zeit ist nahe: Kommissar Kilians 3. Fall. im Rowohlt Verlag neu veröffentlicht).
- Der Gesang der Hölle. Rowohlt Verlag, Reinbek bei Hamburg 2005, ISBN 3-499-23890-X.
- Der Bastard. Rowohlt Verlag, Reinbek bei Hamburg 2007, ISBN 978-3-499-24495-7.
- Das Mordkreuz. Rowohlt Verlag, Reinbek bei Hamburg 2008, ISBN 978-3-499-24763-7.
- Die Seilschaft. Rowohlt Verlag, Reinbek bei Hamburg 2010, ISBN 978-3-499-25332-4.
- Gallo rosso. Kilian & Heinlein sind zurück. Schruf & Stipetic Literaturverlag, Berlin 2020, ISBN 3944359518.

### Balthasar Levy
- Und ewig seid ihr mein. Rowohlt Verlag, Reinbek bei Hamburg 2006, ISBN 3-499-24106-4.
- Code Freebird. Rowohlt Verlag, Reinbek bei Hamburg 2006, ISBN 3-499-24395-4.
- Weiß wie der Tod. Rowohlt Verlag, Reinbek bei Hamburg 2007, ISBN 978-3-499-24604-3.

### Historische Romane
- Das Caffeehaus. Rowohlt Verlag, Reinbek bei Hamburg 2009, ISBN 978-3-499-24977-8.
- Die Kinderhexe. Rowohlt Verlag, Reinbek bei Hamburg 2011, ISBN 978-3-499-25710-0.
- Die Kinder des Teufels. Rowohlt Verlag, Reinbek bei Hamburg 2012, ISBN 978-3-499-26080-3.
- Die letzte Jüdin von Würzburg. Rowohlt Taschenbuch Verlag, Reinbek bei Hamburg 2014, ISBN 978-3-499-26803-8.
- Der falsche Prophet. Rowohlt Taschenbuch Verlag, Reinbek bei Hamburg 2016, ISBN 978-3-499-27086-4.
- Bombennacht. Die letzten 24 Stunden des alten Würzburg. Echter-Verlag, Würzburg 2016, ISBN 978-3-429-03885-4, Taschenbuchausgabe 2022 im Verlag schruf & stipetic, ISBN 978-3-944359-65-6.
- Die Brücke über den Main. Rowohlt-Taschenbuch-Verlag, Reinbek bei Hamburg 2017, ISBN 978-3-499-27283-7.
- Die Schwarzkünstlerin. Ein Faust-Roman. Rowohlt-Taschenbuch-Verlag, Hamburg 2019, ISBN 978-3-499-27573-9.

### Sonstige Veröffentlichungen
- No Surrender. Books on Demand, Norderstedt 2001, ISBN 3-8311-1323-8.
- Meet the Monster. Edition Nautilus, Hamburg 2008, ISBN 978-3-89401-568-8.
- Die Hexenriecher. Der Fall Maria Renata Singer. Eine Spurensuche. Echter Verlag, Würzburg 2019, ISBN 978-3-429-05396-3.

### Unter Pseudonym "Jo Kilian"
- Tiepolos Geheimnis. Echter-Verlag, Würzburg 2018, ISBN 978-3-429-04415-2[15]
- The Tiepolo Mystery. Echter-Verlag, Würzburg 2018, ISBN 978-3-429-04428-2